# Лейк-Сіті (округ Модок, Каліфорнія)
Лейк-Сіті (англ. Lake City) — переписна місцевість (CDP) в США, в окрузі Модок штату Каліфорнія. Населення — 71 особа (2020).

## Географія
Лейк-Сіті розташований за координатами 41°38′43″ пн. ш. 120°13′20″ зх. д. / 41.64528° пн. ш. 120.22222° зх. д. (41.645341, -120.222140).  За даними Бюро перепису населення США в 2010 році переписна місцевість мала площу 15,07 км², з яких 15,07 км² — суходіл та 0,01 км² — водойми.

## Демографія
Згідно з переписом 2010 року, у переписній місцевості мешкала 61 особа в 34 домогосподарствах у складі 19 родин. Густота населення становила 4 особи/км².  Було 50 помешкань (3/км²).
Расовий склад населення:
| - 95,1 % — білих |

До двох чи більше рас належало 4,9 %. Частка іспаномовних становила 0,0 % від усіх жителів.
За віковим діапазоном населення розподілялося таким чином: 13,1 % — особи молодші 18 років, 54,1 % — особи у віці 18—64 років, 32,8 % — особи у віці 65 років та старші. Медіана віку мешканця становила 62,2 року. На 100 осіб жіночої статі у переписній місцевості припадало 90,6 чоловіків;  на 100 жінок у віці від 18 років та старших — 89,3 чоловіків також старших 18 років.
Цивільне працевлаштоване населення становило 0 осіб. 